# Loures
Loures est une ville et un municipio situés au nord de Lisbonne au Portugal, créés le 26 juillet 1886 par un décret royal.
Loures a une superficie de 160 km2 et environ 205 000 habitants en 2011. La ville elle-même a une population de 15 967 habitants.
La municipalité comprend trois zones :
- La première est rurale au nord (freguesias de Lousa, Fanhões, Bucelas, Santo Antão do Tojal et São Julião do Tojal)
- La seconde est urbaine au sud (Frielas, Loures et Santo António dos Cavaleiros)
- La troisième est industrielle à l’est (Apelação, Bobadela, Camarate, Moscavide, Portela de Sacavém, Prior Velho, Sacavém, Santa Iria de Azóia, São João da Talha et Unhos)

À l’est, les dix freguesias aspirent à l’autonomie par rapport à Loures pour constituer une nouvelle municipalité centrée sur la ville de Sacavém. Cette revendication perdure depuis les débuts de la République du Portugal et a été relancée après la sécession d'Odivelas.

## Géographie
Loures est limitrophe :
- au nord, de Arruda dos Vinhos,
- à l'est, de Vila Franca de Xira et du Tage,
- au sud-est, de Lisbonne,
- au sud-ouest, de Odivelas,
- à l'ouest, de Sintra,
- au nord-ouest, de Mafra.

## Démographie
| 1890   | 1900   | 1910   | 1920   | 1930   | 1940   | 1950   | 1960    | 1970    |
| ------ | ------ | ------ | ------ | ------ | ------ | ------ | ------- | ------- |
| 18 219 | 22 325 | 26 274 | 26 684 | 29 014 | 35 060 | 50 440 | 102 184 | 166 550 |

| 1981    | 1991    | 2001    | 2011    | - | - | - | - | - |
| ------- | ------- | ------- | ------- | - | - | - | - | - |
| 276 467 | 322 158 | 199 059 | 205 054 | - | - | - | - | - |

## Subdivisions
La municipalité de Loures groupe 18 freguesias, depuis la création le 19 novembre 1998 de la municipalité d'Odivelas, enlevant 7 freguesias :
- Apelação
- Bobadela
- Bucelas
- Camarate
- Fanhões
- Frielas
- Loures
- Lousa
- Moscavide
- Portela
- Prior Velho
- Sacavém
- Santa Iria de Azóia
- Santo Antão do Tojal
- Santo António dos Cavaleiros
- São João da Talha
- São Julião do Tojal
- Unhos

## Jumelages
- Armamar (Portugal) depuis 1993
- Maio (Cap-Vert) depuis 1993
- Matola (Mozambique) depuis 1996
- Diu (Inde) depuis 1998